# Teorie modelů
Teorie modelů je matematická disciplína, která je jedním z podoborů matematické logiky. Zabývá se studiem reprezentace matematických konceptů pomocí pojmů teorie množin a studiem struktur a modelů, jejich vlastností a vzájemných vztahů a také jejich vztahem k pojmům axiomatické teorie a dokazatelnosti.

## Model
Hlavní článek: Model (logika)
Model je sémantický pojem umožňující mluvit o pravdivosti (platnosti) formulí. Jeho protikladem je syntaktický pojem teorie umožňující hovořit o dokazatelnosti formulí. Vztah mezi těmito dvěma pojmy je (v klasické logice) vyjádřen Gödelovou větou o úplnosti. Studium modelů a jejich vlastností může být velmi užitečné, neboť sestrojení vhodného modelu je nejčastější způsob prokázání nedokazatelnosti některých tvrzení v jistých teoriích.

## Předmět studia
Teorie modelů se zabývá například otázkami:
- Je možné nějakou strukturu či třídu struktur věrně vystihnout nějakými axiomy? – axiomatizovatelnost
- Jaké množiny je možné v dané struktuře jednoznačně definovat pomocí nějaké formule? – definovatelnost
- Jaké jsou vztahy mezi modely dané teorie? Především:
  - Kolik různých modelů existuje? – spektrum teorie
  - Existují mezi těmito modely nějaké, které jsou v jistém smyslu minimální resp. maximální? – prvomodely a univerzální modely
  - Existují mezi těmito modely nějaké obsahující nejmenší nutný resp. největší možný počet prvků? – atomické a saturované modely

## Důležité věty teorie modelů
Základní význam pro teorii modelů má Gödelova věta o úplnosti predikátové logiky, která neformálně říká, že pojmy dokazatelnosti (v teorii) a pravdivosti (v modelu) splývají, tedy zkoumání modelů může být užitečné pro zjišťování vlastností axiomatických teorií a dokazatelnosti v nich. Další podstatnou větou je věta o kompaktnosti, která poukazuje na konečný charakter pojmu pravdivosti (vyplývá-li nějaká formule z jisté množiny předpokladů, pak vyplývá i z nějaké její konečné části).
Podle Löwenheim-Skolemovy věty existují pro danou bezespornou teorii modely všech mohutností větších než kardinalita jazyka. Morleyova věta o kategoričnosti navíc tvrdí, že existuje-li v nějaké takové mohutnosti jen jediný model, pak v každé takové mohutnosti existuje jen jediný model. Podle Vaughtovy "nikdy 2" věty nemůže mít úplná teorie ve spočetném jazyce právě dva spočetné modely.